# Egipt bizantyński
Egipt bizantyński (albo Egipt późnorzymski) – okres w historii Egiptu, w którym był on częścią Cesarstwa Bizantyńskiego, trwający od początku IV wieku aż do podboju arabskiego w latach 639 do 645.
Początki bizantyńskiego Egiptu najczęściej wiąże się z reformami Dioklecjana (284 – 305), który zniósł administracyjną odrębność kraju od reszty imperium datującą się od czasów Augusta (27 p.n.e. – 14 n.e.). W tym okresie w Egipcie doszło do zaniku tradycyjnej religii tego kraju, tak samo jak grecko-rzymskiego pogaństwa. Egipt stał się chrześcijański i patriarcha Aleksandrii odgrywał wiodącą rolę w życiu religijnym wschodniej części świata śródziemnomorskiego. W połowie V wieku skłaniający się ku monofizytyzmowi egipscy chrześcijanie w większości odrzucili postanowienia soboru chalcedońskiego i egipski Kościół oddzielił się od reszty chrześcijaństwa. Egipt był ojczyzną chrześcijańskiego monastycyzmu, w powiązaniu z którym rozwinęła się kultura w języku koptyjskim, ostatniej fazie rozwojowej języka miejscowego. Ówczesny Egipt charakteryzował się wzrostem znaczenia wielkiej własności ziemskiej oraz gospodarki naturalnej, jednak nie doszło w nim do upadku gospodarki pieniężnej na skalę podobną do innych prowincji cesarstwa. W latach 619 do 629 Egipt znajdował się pod okupacją perskich Sasanidów. Po ich wycofaniu się nadal zdezorganizowany kraj padł łatwym łupem arabskich najeżdźców.

## Administracja

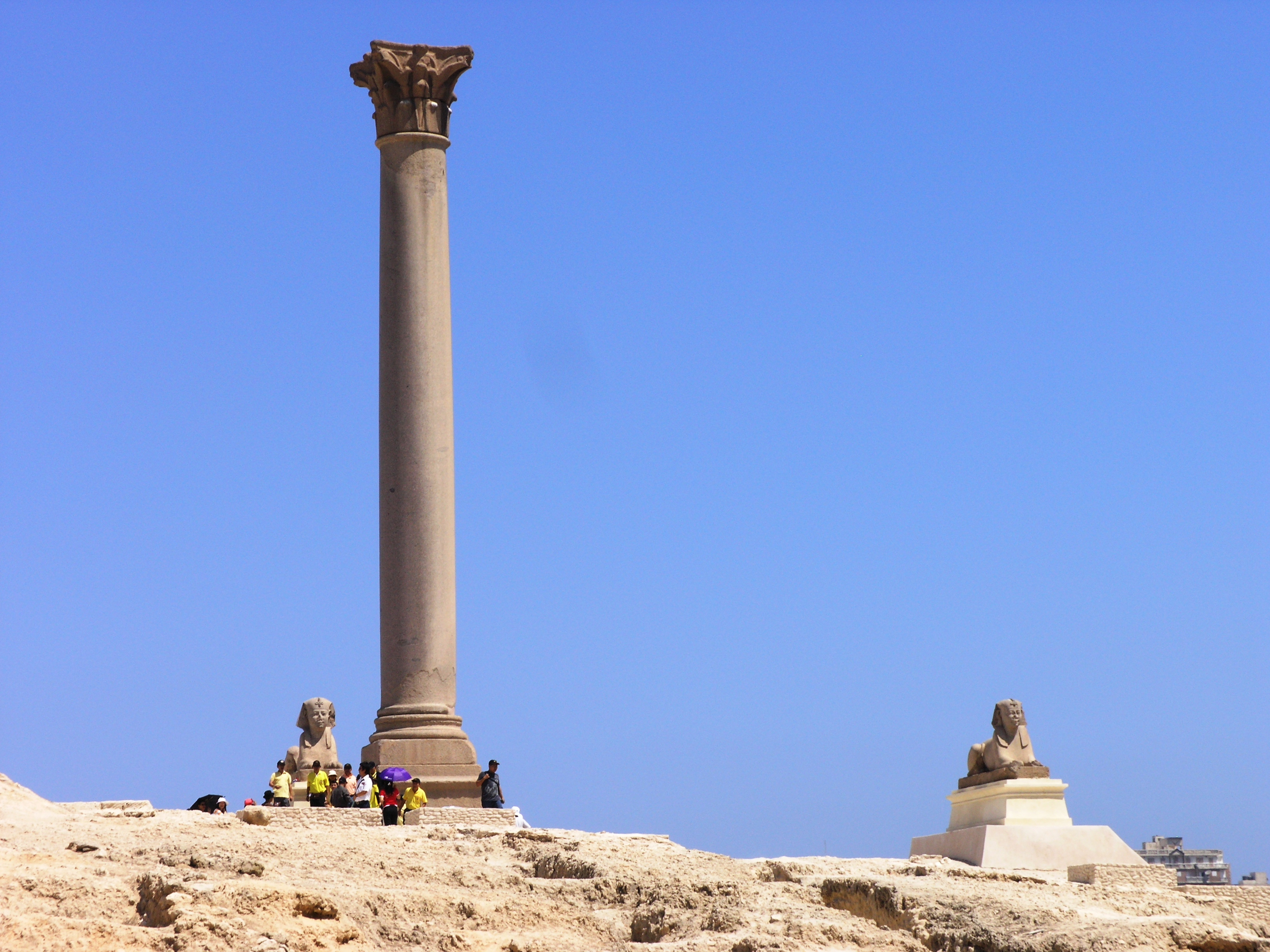
Tzw. Kolumna Pompejusza, postawiona przez Dioklecjana w Aleksandrii na pamiątkę jego triumfu nad Domicjanem. Na jej szczycie niegdyś znajdowała się ogromna statua cesarza

Tradycyjnie przyjmuje się, że okres bizantyński (późnorzymski) rozpoczyna się w Egipcie wraz z panowaniem Dioklecjana (284–305), który dokonał zasadniczej reorganizacji kraju. Jednak proponuje się także inne daty, bardziej związane z wydarzeniami ważnymi dla całego cesarstwa, takie jak ustanowienie nowej stolicy w Konstantynopolu w 330 (której odtąd Egipt miał podlegać), albo nawet ostateczny podział cesarstwa na wschodnie i zachodnie w 395. Z punktu widzenia longue durée egipskiej historii administracyjnej równie ważne co reformy Dioklecjana były także zarządzenia Septymiusza Sewera (193–211), które doprowadziły do powstania w Egipcie tak charakterystycznej dla Cesarstwa administracji lokalnej opartej na miastach oraz dopiero niedawno zauważone przez historyków reformy z lat 40. III stulecia, w ramach których zniesiono ostatnie pozostałości egipskiej tradycji administracji opartej na pisarzach. W roku 297 w Aleksandrii wybuchł bunt Domicjusza Domicjana, który rok później został osobiście stłumiony przez Dioklecjana. Przebywając w Egipcie cesarz zniósł jego odrębność monetarną i jego specyficzny system datowania, włączając go do systemu rzymskiego. Jednocześnie do biurokracji została wprowadzona łacina, co prawdopodobnie miało się przyczynić do scementowania rozczłonkowanego imperium. Był to ostateczny koniec datującego się jeszcze od czasów Augusta (27 p.n.e. – 14 n.e.) szczególnego statusu Egiptu w ramach cesarstwa.

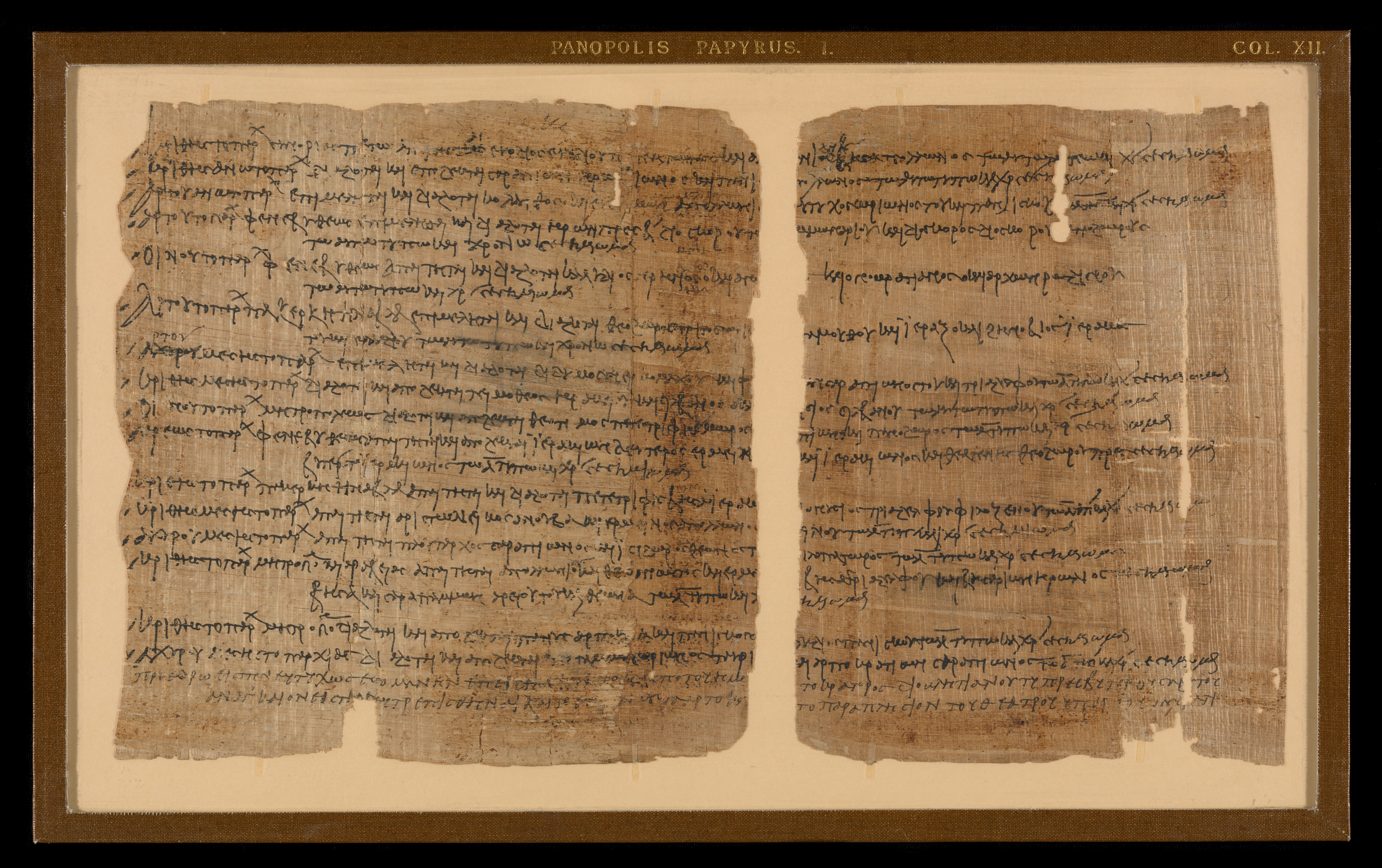
Oficjalna korespondencja Apolinariusza, stratega nomu Panopolis (dzis. Achmim), z prokuratorem dolnej Tebaidy Aureliuszem Izydoriuszem w sprawie przygotowań do wizyty Dioklecjana w roku 298. Chester Beatty Library

W obliczu powtarzających się najazdów Blemiów Dioklecjan opuścił terytorium Dodekaschoinos na południu i wycofał się na wysokość pierwszej katarakty. Opuszczone tereny zostały oddane w ręce Nobadów, którzy tym samym mieli służyć jako bufor pomiędzy rzymskim Egiptem a Blemiami. Cesarz ponadto podzielił Egipt na dwie prowincje – Egipt właściwy (Dolny) i Tebaidę. Było to częścią ogólnego procesu podziału Cesarstwa na mniejsze prowincje. Później z prowincji Egipt wydzielono jeszcze kolejną prowincję, Augustamnika, z której z kolei pod koniec IV wieku wyodrębniono czwartą prowincję, Arkadia. Ostatecznie prowincja Egiptu zajmowała zachodnią część Delty wraz z Aleksandrią, Augustamnika wschodnią część Delty aż do Rhinokorury (dzis. Al-Arisz), zaś Arkadia środkowy Egipt z miastami Oksyrynchos i Herakleopolis oraz Małą Oazą (dzis. Al-Bahrijja). W 381 prowincje egipskie wraz z dwiema prowincjami na które w międzyczasie została podzielona Libia zostały połączone w ramach jednej diecezji podlegającej prefektowi Egiptu z tytułem augustalis, który rezydował w Aleksandrii. Pod koniec VI wieku do tej diecezji została jeszcze dołączona Trypolitania. Według Jeana Gascou ten podział na prowincje „nie jest czymś arbitralnym. Opiera się on na rzeczywistych różnicach cech regionalnych, które zresztą przyczyniły się do jego umocnienia. Najważniejszą różnicą jest ta, która przeciwstawia Tebaidę i Wielką Oazę północnej części kraju. Ta różnica jest łatwa do wychwycenia, jeśli weźmie się pod uwagę język ([...] mieszkańcy Tebaidy mówią dialektem saidzkim), sposób sporządzania dokumentów dyplomatycznych (mieszkańcy Tebaidy posługują się swoimi własnymi formułami i formularzami), rodzaj kultu chrześcijańskiego (Tebaida posiada swój własny kalendarz świętych) i kulturę (Tebaida to ośrodek hellenizmu, cechujący się wyraźnym upodobaniem do poezji epickiej)”. Od 308 tak jak i w innych prowincjach Cesarstwa administracja wojskowa została oddzielona od cywilnej. Cywilni namiestnicy prowincji byli nazywani hegemones (praesides), a w VI wieku archontes. Na czele administracji wojskowej stał urzędnik nazywany, w zależności od epoki, dux bądź comes rei militaris, którego terytorialne kompetencje zmieniają się, obejmując cały Egipt, zgrupowanie kilku prowincji bądź tylko jedną z nich. Justynian (527–565) usiłował znieść ten administracyjny dualizm łącząc funkcję wodza (dux) i prefekta Egiptu na północy oraz podporządkowując praesides wodzowi w Tebaidzie, gdzie utworzono urząd dux augustalis.

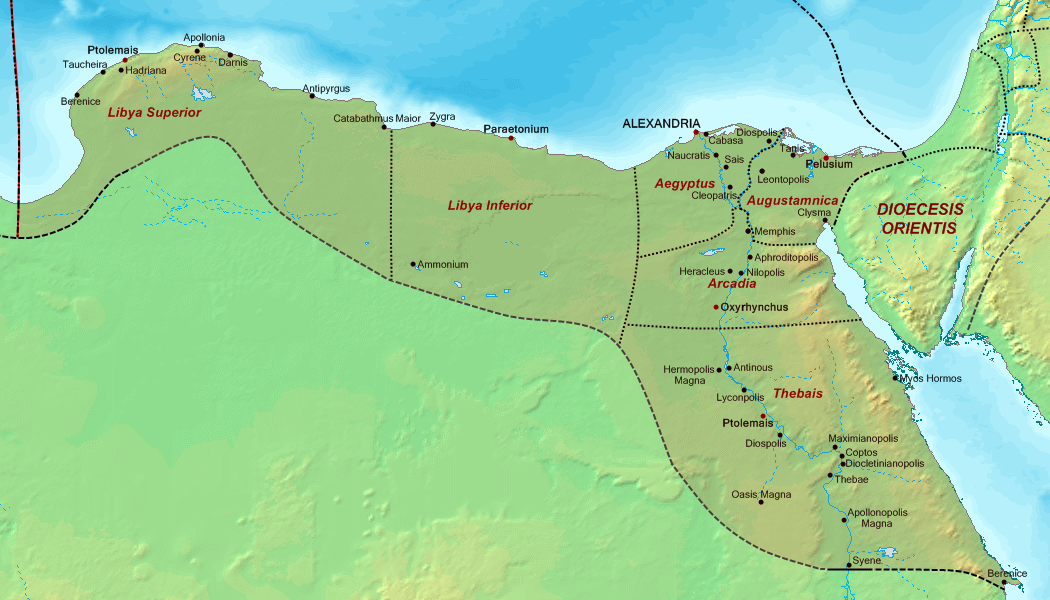
Diecezja Egiptu na przełomie IV i V wieku

Dioklecjan zakończył także długotrwały proces „municypalizacji” egipskiej administracji, znosząc podporządkowanie miast nomom. Odtąd nom był wiejskim terytorium ze swoim miastem stołecznym, rządzonym przez ludzi mianowanych spośród jego klasy radnych (bouletai, łac. curiales). Urząd stratega zniknął, zaś wiele jego obowiązków przejął logistes (łac. curator). Inne urzędy magistrackie jakie wówczas się pojawiły to syndikos (łac. defensor) z władzą sądowniczą, exactor zajmujący się podatkami oraz riparius odpowiadający za policję miejską. Powstanie tych urzędów wiązało się z upadkiem znaczenia urzędników rady miejskiej, chociaż wywodzili się z tej samej klasy, szczególnie tych związanych z takimi greckimi instytucjami jak rynek, gimnazjon czy efebia. Kolejną zmianą było zastąpienie w 307/308 dawnych toparchii (szczebla administracji pośredniego pomiędzy nomami a wioskami) przez mniejsze pagi. Ostatecznie wiele tradycyjnych urzędów miejskich zniknęło w ciągu IV wieku. W tym samym czasie cesarska administracja została w większym stopniu zintegrowana z miastami i te stały się mniej niezależne, bardziej funkcjonując jako organa rządu centralnego. Z początkiem V wieku dokumentacja dotycząca administracji miejskiej znacznie się zmniejsza. Nowy funkcjonariusz, pagarcha, zostaje obarczony zadaniem administrowana strefami rolniczymi. Logistes nie pojawia się już w VI wieku. Dokumenty dotyczące rad miejskich są tak rzadkie, że historycy aż do niedawna sądzili, że te przestały istnieć. Tak jak i gdzie indziej na Wschodzie widzimy, jak wzrasta publiczna rola biskupa, zwłaszcza w zakresie prac publicznych. Urzędnicy, przedstawiciele namiestników czy sami namiestnicy wtrącają się w funkcjonowanie instytucji finansowych. Wiele spraw finansowych i administracyjnych zostaje powierzonych „domom” (oikoi), czyli domenom lokalnych patrycjuszy, Kościołów i cesarza. W sumie „powstaje wrażenie, że miasta z VI wieku odczuwają wiele trudności w funkcjonowaniu oraz że państwo musiało oddać odpowiedzialność za nie wielkim posiadaczom, bądź wziąć je w zarząd czy bezpośrednią opiekę”. Jednak miasta odgrywają znaczną rolę polityczną i militarną podczas zamieszek z VII wieku, co wskazywałoby na to, że pomimo tej ewolucji instytucjonalnej w jakiś sposób zachowały zdolność do autonomicznych działań.

## Życie religijne i kulturalne

### Koniec religii starożytnego Egiptu

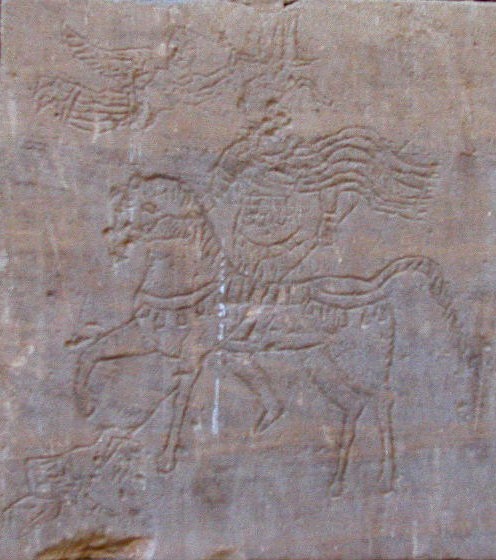
Relief króla Nobadów Silko (V w.) w świątyni w Kalabsza

W 302 r. Dioklecjan ponownie odwiedził Egipt i wkrótce zwrócił się przeciwko manichejczykom, by później przystąpić do prześladowań innej obcej religii, chrześcijaństwa. Prześladowania za panowania Dioklecjana były największe z dotychczasowych i wśród pisarzy chrześcijańskich stały się znane jako „Wielkie Prześladowanie”. W Egipcie przybrały szczególnie dotkliwy charakter pod rządami prefekta Wschodu Sossianusa Hieroklesa i namiestnika Tebaidy Satriusa Arrianusa, „karykaturalnego złoczyńcy wielu koptyjskich żywotów męczenników”. Kalendarz koptyjski rozpoczyna się nie od narodzin Chrystusa, ale „Roku Męczenników”, utożsamionego z objęciem przez Dioklecjana władzy w 284. W jaskrawym kontraście do powyższego w późniejszym okresie egipscy kapłani będą używać sztucznej „Ery Dioklecjana” jako sposobu na uniknięcie wspominania chrześcijańskich cesarzy. Prześladowania trwały aż do końca panowania Galeriusza (305–311), który wkrótce przed śmiercią wydał edykt tolerancyjny. Jego następca, Maksymin Daja (310–313), aktywnie wspierał pogańskie kulty i miał być ostatnim cesarzem wymienionym jako faraon w oficjalnych hieroglificznych inskrypcjach.
Prześladowania Dioklecjana nie zmieniły biegu religijnej historii i IV wiek to epoka dalszego wzrostu chrześcijaństwa i upadku egipskiej religii, której kapłani byli ostatnimi strażnikami tradycji starożytnego Egiptu. Nie doszło przy tym do żadnej istotnej konfrontacji pomiędzy dwiema religiami, lecz raczej ta rodzima „po prostu stała się nieistotna dla swoich klientów i została zastąpiona przez nową formę religii, opartą na jednym świętym tekście i jednolitą w całym Cesarstwie Rzymskim. Chrześcijaństwo w IV wieku mogło zająć w większości pustą przestrzeń. Większość gwałtownych konfliktów pomiędzy poganami a chrześcijanami to prawdopodobnie późniejsze inwencje”. Zanim jednak doszło do ostatecznego triumfu chrześcijaństwa, IV wiek charakteryzował się obecnością wielu różnych tradycji religijnych, które walczyły o wyznawców wśród Egipcjan. Ponadto pomimo ogólnej ruiny egipskich świątyń niektóre z nich nadal przetrwały wraz z powiązanym z nimi splendorem. Jeszcze w połowie IV wieku bogata rodzina kapłanów z Panopolis (dzis. Achmim) zacięcie walczyła o tytuł arcykapłanów nomu i nie ulega wątpliwości, że chodziło o wielkie finansowe interesy. Kwestię ostatecznie musiał rozstrzygnąć chrześcijański cesarz.
Niemniej w przeważającej mierze egipska religia w IV wieku i później jest religią bez świątyń i kult koncentruje się wokół niewielkich lokalnych przybytków religijnych oraz domu. Kapłani przekształcają się ze świątynnych przywódców w lokalnych lub wędrownych ekspertów w zakresie rytuału i magii. Jednym z ich głównych zajęć jest udzielanie wyroczni, które całkowicie straciło swój dawny publiczny i uroczysty charakter. Ten zwrot ku indywidualnym ekspertom religijnym niejako antycypuje niewiele późniejszą tradycję chrześcijańskich świętych mężów, takich jak ojcowie pustyni. W przyszłości te same techniki, które służyły uzyskiwaniu wyroczni od miejscowych bóstw będą służyły Egipcjanom do uzyskiwania wyroczni od chrześcijańskiego Boga za pośrednictwem jego świętych. Jednocześnie praktyki religijne przechodzą w ręce prywatne. Dla przykładu widzimy stowarzyszenie religijne ślusarzy z Hermonthis (dzis. Armant), którzy w latach 30. IV wieku przybyli do świątyni Imhotepa – Asklepiosa w Deir el-Bahari by razem spożyć posiłek i dokonać uboju osła (starożytny rytuał magiczny mający przegonić zło) oraz złożyć dary „wielkiemu bogowi”. Po dokonaniu tego wszystkiego pozostawili po sobie dziękczynną inskrypcję (proskynemata) z imionami ich wszystkich. Z kolei Gesios, pogański przeciwnik Szenute z V w., miał być patronem lokalnych rytuałów i utrzymywać własny domowy ołtarz. Szenute skarży się także, że ludzie nadal zapalają lampy ku czci Szaja, boga losu i przeznaczenia.

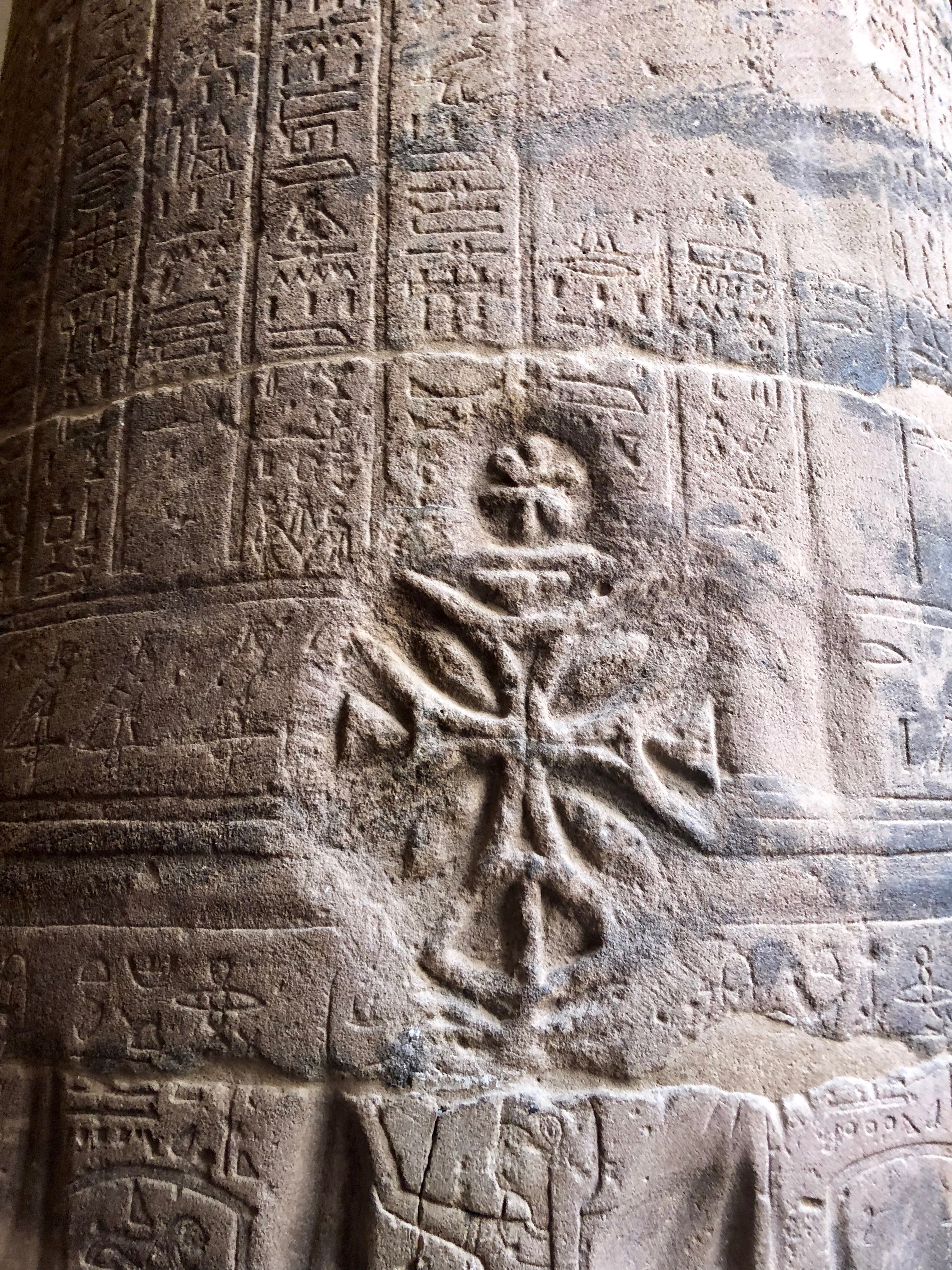
Koptyjski krzyż na wcześniejszych hieroglificznych napisach. Kolumna w świątyni Izydy na wyspie File

W 340 dokonano ostatniego uroczystego pochówku świętego byka Buchisa w Hermonthis, „w 57 roku Dioklecjana”. Jest to jednocześnie ostatni zachowany królewski kartusz. Oficjalna polityka tolerancji wobec chrześcijaństwa zamienia się w prześladowania tradycyjnych kultów. W serii edyktów wydanych po 353 Konstancjusz II (337–361) nakłada zakazy na ceremonie kultowe i zamyka świątynie. W tej sytuacji nie powinno dziwić, że w 359 wyrocznia Besa w Abydos przepowiedziała koniec jego panowania. W odpowiedzi Konstancjusz nakazał zamknięcie wyroczni w cesarstwie, co jednak okazało się niewykonalne. Pogaństwo odżyło wraz ze wstąpieniem na tron Juliana (361–363), który starał się bronić i odnawiać dawne świątynie. Wojskowy naczelnik (dux) Egiptu Artemiusz został odwołany na dwór cesarski i ścięty pod zarzutem rabunku Serapejon (przez późniejszych chrześcijan został on uznany za męczennika i świętego). Odrodzenie pogaństwa było krótkie, ponieważ Julian zginął w 363. Jego pierwsi następcy prowadzili politykę tolerancji w stosunku do wszystkich religii, sytuacja jednak zmieniła się wraz dojściem do władzy Teodozjusza (379–395), który w 391 wydał serię dekretów nakazujących zamknięcie pogańskich świątyń w całym imperium. Jeszcze w tym samym roku patriarcha Teofil (385–412) doprowadził do splądrowania aleksandryjskiego Serapejon przez chrześcijański tłum i jego zamiany na kościół. Podobny los spotkał cały szereg egipskich świątyń i oczywiste ślady funkcjonowania w roli kościoła odnajdujemy w Denderze, Esnie, Luksorze, Medinet Habu i innych miejscach.
Wiele dokumentów źródłowych z V wieku ukazuje jednak nie tyle przejęcie świątyń przez Kościół „ile raczej ich porzucenie i sprzedaż przez państwo na mocy prawa emfiteutycznego”. Okazjonalnie likwiduje się potajemne świątynie, które jednak nie są zbyt liczne. Znana z uzdrowień wyrocznia Izydy w Menouthis zostaje zniszczona przez chrześcijan dopiero w 484. W jej miejsce powstaje kościół z relikwiami słynącymi z uzdrawiających mocy. Najdłużej tradycyjna religia Egiptu utrzymała się na jego południowych kresach, co wiąże się z faktem, że do jej wyznawców należeli Nobadzi i Blemiowie. Król Nobadów Silko (V w.) pozostawił po sobie scenę zwycięstwa i inskrypcję w świątyni w Kalabsza. Blemiowie, utrapienie dla chrześcijan, byli romantyzowanymi bohaterami dla pogan. Strategia Dioklecjana okazała się nieskuteczna i Blemiowie ponawiali ataki na tereny, na których w IV wieku powstały liczne klasztory i kolonie mnichów. W 323 i 346 mieli oni najechać Tabennesi. W 373 wkraczają do Wielkiej Oazy i jeszcze w tym samym roku wraz z Saracenami napadają na monastery położone na Synaju. Rajdy Blemiów w 451 doprowadzają do tego, że Szenute z Atripe musi przyjąć 20 tys. uchodźców w swoim Białym Klasztorze. Rok ten jest przełomowy dla stosunków Blemiów z cesarstwem, gdyż Marcjan (450–457) decyduje się zawrzeć z nimi traktat pokojowy, który w swoich postanowieniach gwarantuje im swobodny dostęp do sanktuarium Izydy na wyspie File.
Sanktuarium Izydy na File, gdzie egipskie tradycje religijne podtrzymywali nubijscy kapłani, miało być najdłużej funkcjonującą egipską świątynią. To z niej pochodzi ostatnia datowana inskrypcja hieroglificzna, wykonana 24 sierpnia 394, oraz ostatnia datowana inskrypcja w piśmie demotycznym, wykonana 2 grudnia 452. Blemiowie zaczęli ponownie najeżdżać Górny Egipt za panowania Justyna (518–527). W 540 Justynianowi (527–565) udało się nawrócić Nobadów na chrześcijaństwo i wraz z tymi nowymi sprzymierzeńcami pokonał on Blemiów, po czym w 543 zamknął sanktuarium Izydy na File. Zgodnie z ostatnimi badaniami (J. Dijkstra) w rzeczywistości jednak raczej nie doszło do jakiegoś dramatycznego zerwania religijnej ciągłości i bardziej prawdopodobny wydaje się scenariusz zgodnie z którym „tubylcza religia południowego pogranicza Egiptu została stopniowo zasymilowana przez chrześcijański świat”. Jeszcze w 552 odkryto że mieszkaniec Ombos (dzis. Kom Ombo) naprawia sanktuaria dla Blemiów.

### Ostatni poganie i kultura klasyczna

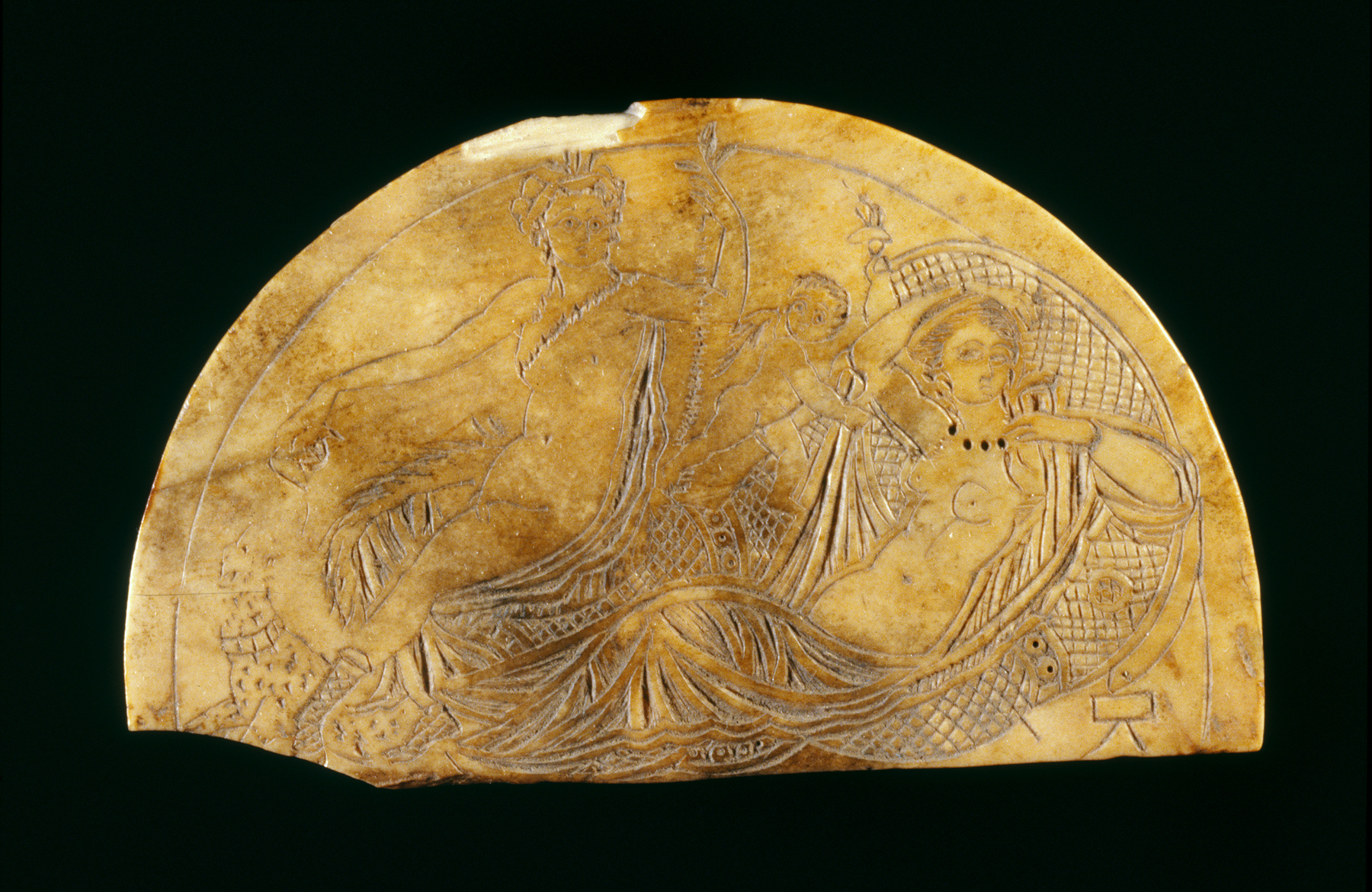
Ozdobna płyta z mitologiczną sceną przedstawiającą Dionizosa i Ariadnę, z Erosem w tle. Egipt, IV wiek

Grecko-rzymskie pogaństwo, powiązane z grecką kulturą literacką i filozoficzną, przetrwało nieco dłużej niż tradycyjna religia Egipcjan. Pod względem kulturalnym ówczesna Aleksandria była bardziej związana z resztą świata śródziemnomorskiego niż z Egiptem. Zwłaszcza aleksandryjska szkoła filozoficzna kultywowała relacje z Atenami i „pogaństwo filozoficzne (być może neopogaństwo), a konkretnie neoplatonizm, trwa nadal wśród warstwy intelektualistów aleksandryjskich aż do VI stulecia, dobrze żyjąc z chrześcijaństwem, chociaż za cenę wielkiej ostrożności wypowiedzi i rezerwy co do przestrzegania zwyczajów”. W 415 chrześcijański tłum zamordował filozofkę Hypatię, jednak to wydarzenie było raczej odosobnionym incydentem. Począwszy od III wieku neoplatonizm stanowił wspólne dziedzictwo zarówno pogan, jak i chrześcijan. Atmosfera détente pomiędzy wiodącymi aleksandryjskimi nauczycielami pozwoliła na przetrwanie świeckiej edukacji w mieście aż do VI wieku włącznie. Bliskie relacje pomiędzy pogańskimi profesorami a ich często chrześcijańskimi uczniami sprawiły, że szkoła aleksandryjska uniknęła losu ateńskiej akademii, zamkniętej przez Justyniana. Stopniowo coraz większa liczba zarówno jej nauczycieli, jak i uczniów, była chrześcijańska. W późnej starożytności szkoła kojarzona jest przede wszystkim z osobą jej przywódcy, Amoniusza (zm. ok. 520), który miał uczniów zarówno pogańskich (Symplicjusz, Olimpiodor), jak i chrześcijańskich (Jan Filopon). Późniejsi znani nam przedstawiciele szkoły, tacy jak Eliasz, Dawid i Stefan, wszyscy byli chrześcijanami. Obok filozofii, szkoła była sławna także z nauczania medycyny („jatrosofistyki”), i w tej dziedzinie miała takich sławnych nauczycieli jak Magnos z Nisibis i Gesios z Petry. O ile w dziedzinie filozofii głównym autorytetem był Arystoteles, którego interpretowano jednak w duchu neoplatońskim, o tyle w dziedzinie medycyny był nim Galen. Po tym jak Aleksandria dostała się pod panowanie Arabów szkoła wywarła ogromny wpływ zarówno na muzułmańską filozofię, jak i medycynę.
Mniej jasny jest dla nas obraz greckiej kultury poza Aleksandrią. Egipska elita nadal wyznawała ideał paidei, jednak pomiędzy IV a VII wiekiem obserwujemy stały spadek liczby tekstów kultury klasycznej w Egipcie. Tylko pewne miejsca, w szczególności Oksyrynchos, Hermopolis i Antinoopolis, zachowały kwitnącą kulturę literacką. Studenci hołdowali w nich tradycyjnemu szkolnemu programowi, z centralnym miejscem zarezerwowanym dla Homera. Parafrazowali starożytne teksty i tworzyli w ramach ćwiczeń własne wierszowane kompozycje. Ten model edukacji wytworzył kulturę „wędrownych poetów” (Alan Cameron), „spieniężających swe umiejętności dla miast czy wielkich cesarstwa poszukujących sławy dla siebie”. Począwszy od IV wieku Egipt staje się rezerwuarem poetyckich talentów cesarstwa, co ilustrują takie imiona jak Klaudian czy Nonnos. Niemniej ten literacki Egipt ogranicza się niemal wyłącznie do Tebaidy, z miastami takimi jak Panopolis (miejsce urodzenia Nonnosa, Kyrosa, Horapollona, Pamprepiosa) oraz wspomnianymi już powyżej Hermopolis i Antinoopolis. Poza Aleksandrią niewiele słynnych osobistości wywodzi się z Dolnego Egiptu. Stopniowo chrześcijaństwo przekształca dawną szkołę i sztukę oratorską zgodnie z potrzebami katechezy, tak by służyła ona w toczących się sporach religijnych i do kaznodziejstwa. Do szkół wprowadza się Pismo Święte, a Ojcowie biegli w retoryce, tacy jak Meliton z Sardes, Grzegorz z Nazjanzu i Jan Chryzostom zyskują sobie status wzorowych mówców. Tebański poeta Dioskur z Afrodito, działający w trzeciej ćwierci VI wieku, jest ostatnim znanym egipskim literatem posiadającym solidne świeckie wykształcenie. Reprezentowany przez niego typ literatury nie istnieje już w VII wieku.

### Zwycięstwo chrześcijaństwa, prymat Aleksandrii i spory doktrynalne
Najważniejszym wydarzeniem w historii bizantyńskiego Egiptu był gwałtowny wzrost chrześcijaństwa, który doprowadził do ostatecznego zerwania ze starożytną przeszłością kraju. Nie wiadomo kiedy dokładnie chrześcijanie w Egipcie stali się większością. Na podstawie onomastyki próbowano wykazać, że już ok. roku 330 połowa imion w Egipcie miała charakter chrześcijański i co za tym idzie chrześcijańska była połowa jego populacji (R. Bagnall). Te badania były jednak kwestionowane i inni autorzy sugerowali nawrócenie ok. 25 procent ludności Egiptu w 350, zaś 50 procent w 388 (R. MacMullen, A. Bowman). Pomimo braku pełnej zgodności opinii w tym zakresie nie ulega wątpliwości, że IV wiek był okresem szybkiej chrystianizacji Egiptu, który w następnych stuleciach był już społeczeństwem niemal całkowicie chrześcijańskim.
Zanim do tego doszło, chrześcijaństwo musiało jednak walczyć nie tylko z pozostałościami dawnego pogaństwa, ale także z innymi nowymi ruchami religijnymi, które powstały w tej epoce. Najważniejsze z nich to gnostycyzm i manicheizm. Gnostycyzm w Egipcie miał charakter rodzimy i nigdy nie stanowił poważnego zagrożenia dla chrześcijaństwa ze względu na swój elitarny charakter. Manicheizm przybył do Egiptu z zewnątrz, ale był silnie obecny w życiu kraju w IV stuleciu. Wiemy o tym przede wszystkim na podstawie znalezisk w Kellis w oazie Ad-Dachila, gdzie funkcjonowała manichejska wspólnota. W piaskach Egiptu przechowały się jedne z najważniejszych tekstów do poznania zarówno gnostycyzmu, jak i manicheizmu. Fundamentalne znaczenie dla dwudziestowiecznych studiów nad gnostycyzmem miało odkrycie tzw. „Biblioteki z Nadż Hammadi”, składającej się z trzynastu kodeksów w języku koptyjskim, zawierających 46 traktatów, głównie gnostyckich, ale także hermetycznych i chrześcijańskich. Porównywalne znaczenie dla badań nad manicheizmem miało z kolei odnalezienie pozostałości manichejskiej biblioteki zawierającej teksty w języku koptyjskim w Medinet Madi. Innym słynnym tekstem manichejskim odkrytym w Egipcie jest tzw. Kodeks Koloński, zawierający żywot Maniego spisany w języku greckim. Odkrycie tzw. „katechizmu mitraizmu” w Hermopolis potwierdziło obecność w Egipcie również tej religii, wbrew wcześniejszym przekonaniom o jej znikomym rozprzestrzenieniu w tym kraju.
Ostatecznie jednak wszystkie wyżej wspomniane ruchy religijne musiały ustąpić miejsca chrześcijaństwu. To w IV wieku sieć rozproszonych biskupstw i parafii utworzyła jeden egipski Kościół pod przywództwem patriarchy Aleksandrii. Ten proces nie odbył się jednak bezboleśnie. Prześladowania Dioklecjana pozostawiły po sobie problem oceny zachowań wiernych w ich trakcie, przy czym wbrew stanowisku większości egipskich chrześcijan wyodrębniła się grupa rygorystów, surowo potępiających odstępstwa, nazywanych melecjanami od imienia ich przywódcy, biskupa Lykopolis Melecjusza. Rozłam pomiędzy melecjanami a biskupem Aleksandrii prawdopodobnie wiązał się jednak także z oporem wobec roszczeń tego ostatniego do uniwersalnej władzy nad egipskim kościołem i ruch melecjański miał przed sobą długą historię, chociaż wydaje się, że jego członkowie byli mniej liczni w następnych stuleciach. Jednocześnie w początkach IV wieku aleksandryjski kapłan Ariusz daje początek arianizmowi, uznającemu Chrystusa za stworzonego przez Boga Ojca. Ten spór o wzajemne relacje pomiędzy osobami Trójcy Świętej przenosi się poza Egipt i doprowadza do zwołania w 325 soboru nicejskiego, który ogłasza że Syn Boży jest „współistotny” (homoousios) Ojcu. Nie kończy to jednak sporu i długi patriarchat Atanazego (328–373) jest zdominowany przez kryzys ariański. Podczas gdy Atanazy stara się bronić sformułowań nicejskich, panujący na Wschodzie cesarze Konstancjusz II (337–361) i Walens (364–378) są arianami. Konflikt z władzą centralną, nieraz brutalnie interweniującą na korzyść arianizmu, doprowadza do pięciokrotnego wygnania patriarchy i to wtedy w Egipcie „po raz pierwszy obserwować możemy ważne zjawisko rodzenia się wokół przywódcy Kościoła oporu wobec władzy zewnętrznej”.
Doktryna nicejska ostatecznie zwycięża dopiero za panowania cesarza Teodozjusza, którego dekret z 380 podaje jako kryterium prawowierności łączność z biskupami Rzymu i Aleksandrii. W sumie kryzys ariański doprowadził do niepomiernego wzrostu roli biskupa Aleksandrii i dwaj wielcy następcy Atanazego, Teofil (385–412) i Cyryl (412–449) „nie tylko byli w stanie podporządkować sobie bez reszty kler egipski, ale potrafili ubiegać się o kierowanie całym Kościołem w greckiej części cesarstwa rzymskiego”. Począwszy od IV wieku biskup Aleksandrii jest nazywany arcybiskupem, a od VI patriarchą. Cieszy się on wielkim prestiżem jako następca św. Marka i to on wyznacza datę Wielkanocy w swoich uroczystych listach (heorostikai, zobacz: List świąteczny Atanazego). Poza Aleksandrią nie było w Egipcie żadnej metropolii, także synody biskupów nie odgrywały istotnej roli, stąd w egipskim kościele wykształcił się model, w którym biskupi bezpośrednio podlegali Aleksandrii. Ta władza Aleksandrii nad biskupami znajdowała z kolei lustrzane odbicie w absolutnej władzy jaką biskup cieszył się w swojej diecezji. Podsumowując, egipski Kościół jak na obowiązujące wówczas standardy był niezwykle hierarchiczny.
Czołową pozycję Aleksandrii na wschodzie cesarstwa podważył sobór z 381, który to Konstantynopolowi przyznał drugie miejsce po Rzymie. Teofilowi udało się jednak doprowadzić do wygnania z Konstantynopola swojego skonfliktowanego z cesarzem konkurenta, Jana Chryzostoma (397–403). Podobna sytuacja powtórzyła się za jego następcy Cyryla, gdy nowo powołany patriarcha Konstantynopola Nestoriusz (428–431) zaczął głosić doktrynę dokonującą wyraźnego rozróżnienia pomiędzy Bogiem Słowem a człowiekiem Jezusem. Był to początek sporów chrystologicznych, które odtąd miały wstrząsać chrześcijaństwem. To stanowisko wywołało sprzeciw Cyryla, który podkreślał tożsamość Chrystusa jako Boga. Było to zgodne z platońską tendencją aleksandryjskiej teologii, w której kładziono nacisk na boski logos przeciwstawiany człowieczeństwu Chrystusa. Wskutek interwencji Cyryla w 431 zwołano sobór, który potępił nauczanie Nestoriusza i zdjął go z urzędu. Był to szczyt wpływów Aleksandrii w kościele powszechnym. Walcząc o teologiczny prymat dominującego w Aleksandrii monofizytyzmu następca Cyryla, Dioskur (444–458), za przykładem swojego poprzednika doprowadził do zwołania kolejnego soboru w 449 i formalnego usunięcia z ich stolic swoich doktrynalnych przeciwników, Flawiana z Konstantynopola (446–449) i Domnusa z Antiochii (442–449). Tym razem jednak Aleksandrii nie udało się uzyskać współdziałania Rzymu i papież Leon (440–461), którego delegaci nie zostali wysłuchani na soborze, odrzucił go w całości jako „zbójecki”. Nowy cesarz Marcjan w 451 doprowadził do zwołania soboru w Chalcedonie, który przyjął diofizyckie wyznanie wiary, odrzucone przez Dioskura.
Zwolennicy Dioskura nigdy nie uznali jego zdjęcia z urzędu i od tej pory Aleksandria z reguły ma dwóch patriarchów – chalcedońskiego, najczęściej cieszącego się poparciem cesarza, i monofizyckiego. Cesarz Zenon (474–491) próbował doprowadzić do kompromisu opierającego się na sformułowaniach ogłoszonego przez siebie w 482 „Henotikonu”, jednak jego edykt został odrzucony przez papieża Feliksa III (483–492), który ekskomunikował patriarchę Konstantynopola Akacjusza (471–488). Tzw. schizma akacjańska trwała aż do początku panowania Justyna, który uznał postanowienia Chalcedonu. Jego następca Justynian szukał porozumienia z monofizytami, te starania jednak nie powiodły się i to za jego czasów ostatecznie doszło do powstania w Egipcie „dwóch osobnych Kościołów z dwoma patriarchatami na czele: melkickiego – ortodoksyjnego, popieranego przez cesarzy, i jakobickiego – monofizyckiego, otwarcie prześladowanego, ale mającego o wiele szersze poparcie zarówno w Aleksandrii, jak w Dolinie Nilu”.

### Monastycyzm i kultura koptyjska

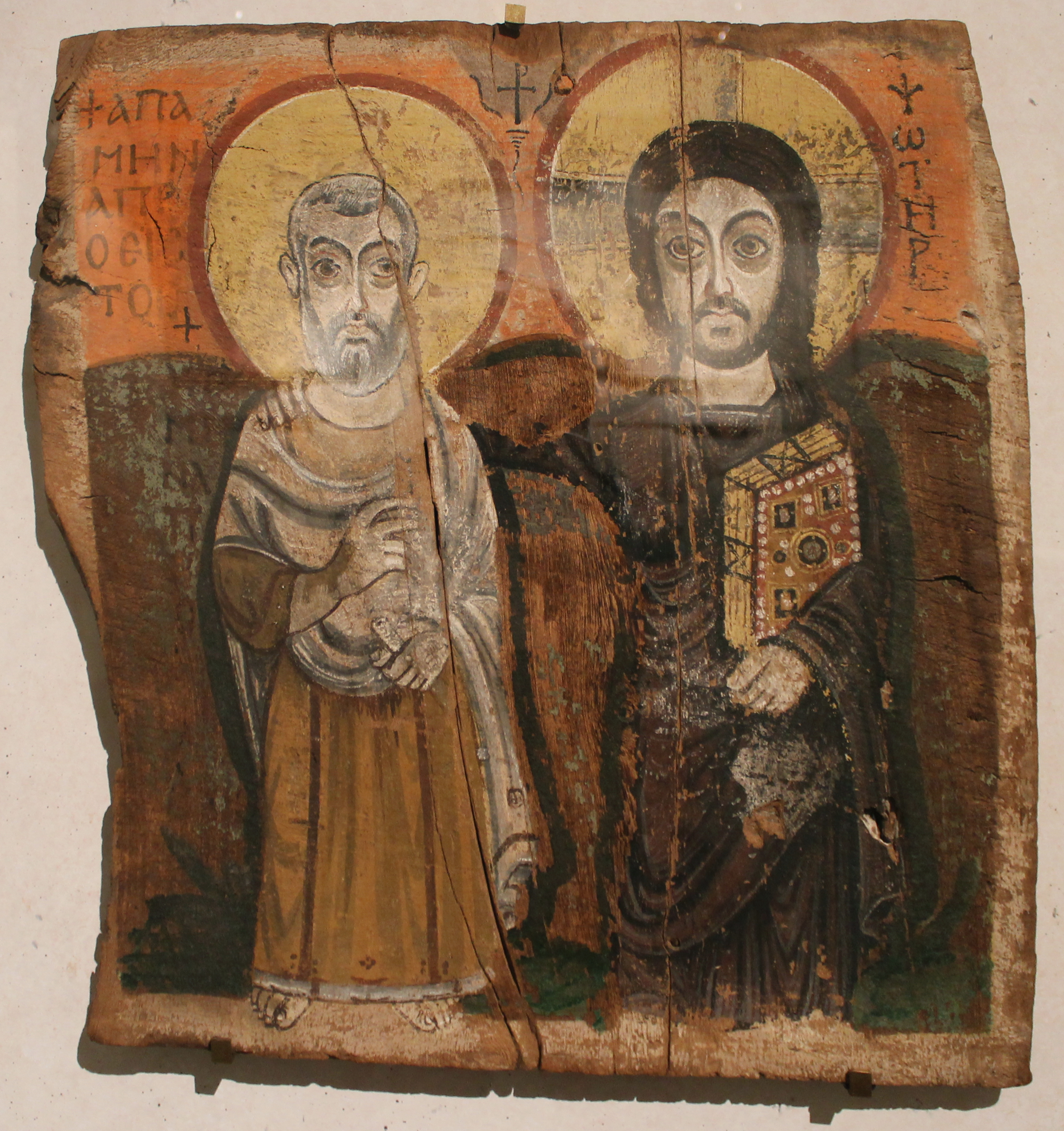
Chrystus i św. Menas, koptyjska ikona z VI-VII w.

Jednym z najważniejszych kulturowych zjawisk ówczesnego Egiptu było powstanie chrześcijańskiego monastycyzmu. Za jego ojca tradycyjnie uchodzi św. Antoni (zm. 356), który pod koniec III wieku odszedł ze swojej wioski by zamieszkać na pustyni. Ucieczka ze swojej wioski (anachoresis) była od I wieku częstym zjawiskiem w Egipcie w przypadku ludzi, którzy nie byli w stanie płacić podatków. Dla Antoniego anachoresis miała jednak wymiar duchowy i oznaczała ucieczkę od świata w celu oddania się religijnym ćwiczeniom (askesis). Na pustyni miał toczyć ciągłe walki z demonami, które „najpierw kusiły go wspomnieniem wygód i życia rodzinnego, potem podsuwały pożądliwe myśli, a wreszcie straszyły obrazami dzikich bestii”. Gdy po wielu latach ok. 306 roku wyszedł zwycięsko ze swojego odosobnienia wydawał się przemieniony. Kolejne 50 lat spędził w świecie i obdarzony darem nauczania miał przekonać wielu ludzi do pójścia za swoim przykładem. Postać Antoniego stała się sławna w całym chrześcijańskim świecie dzięki jego greckiej biografii autorstwa Atanazego, która została przetłumaczona na łacinę przez Ewagriusza z Antiochii. Należy tutaj zaznaczyć, iż „literatura na temat egipskich mnichów, w znacznej części napisana przez podziwiających ich podróżników, była szeroko rozpowszechniona w śródziemnomorskim świecie i jej wpływ był ogromny”. Obok „Żywota św. Antoniego” jej innym sławnym przykładem są pochodzące z V wieku również greckie Apoftegmaty ojców pustyni.
Antoniego uznaje się za patrona samotniczej, anachoretycznej formy egipskiego monastycyzmu. Za twórcę jej wspólnotowej, cenobickiej odmiany uchodzi z kolei Pachomiusz (zm. 346), były żołnierz cesarskiej armii, który zaczął organizować mnichów na sposób wojskowy. Założony przez niego klasztor w Tabennesi był pomyślany jako warowny obóz, skupiający zarządzane przez dowodzących oficerów domy. Mnisi razem pracowali, jedli i odbywali religijne praktyki, przy czym szczególny nacisk kładziono na posłuszeństwo. „Ta cenobitycka forma monastycyzmu była wpływowa w zachodniej Europie i reguła Pachomiusza dla monastycznego życia wspólnotowego inspirowała monastyczne reguły zarówno we wschodniej, jak i zachodniej części świata śródziemnomorskiego”. Aż do połowy V wieku w Egipcie dominuje monastycyzm o charakterze anachoretycznym. Wokół szczególnie sławnych pustelników tworzą się kolonie, na które składają się eremy przeznaczone dla mistrza i jego uczniów. Najsławniejsze z takich na poły anachoretycznych, a na poły cenobickich skupisk powstały w drugiej połowie IV w. w Dolinie Nitryjskiej, Nitrii, Celach („Kellia”) i Sketis (dzis. Wadi an-Natrun). Pachomiusz zakładał swoje wspólnoty w Górnym Egipcie.
Ruch monastyczny (przynajmniej początkowo) miał charakter świecki. Mnich szukał doskonałości nie w Kościele, ale poza nim, i Antoni osiągnął uświęcenie nie uciekając się do posługi duchownych. Egipski monastycyzm, funkcjonujący na obrzeżach cywilizowanego świata, od początku był także miejscem odnajdywania się i przechowywania różnych dyscyplinarnych lub doktrynalnych odstępstw, takich jak wspomniany powyżej gnostycyzm, manicheizm czy melecjanizm, a później także skonfliktowany z cesarską władzą monofizytyzm. Z powyższych powodów monastycyzm budził zaniepokojenie kościelnej hierarchii i próby jego uregulowania datują się co najmniej od synodu w Ganga (ok. 341). Jednocześnie bardzo szybko podjęto próby zasymilowania monastycyzmu. Można je odnaleźć już w „Żywocie św. Antoniego”, Atanazy bowiem podkreśla (domniemany bądź rzeczywisty) szacunek pustelnika dla duchowieństwa. Z kolei tendencyjne tłumaczenia biografii Antoniego starają się pogodzić jego naznaczoną orygenizmem duchowość z wymogami postnicejskiej prawowierności. Począwszy od połowy V wieku stosunki pomiędzy mnichami a duchowieństwem świeckim zaczynają się normalizować. Biskupi coraz częściej pochodzą z monasterów, gdzie zresztą czasami pozostają nawet po swoim obiorze. Biskupi monofizyccy z VI i VII wieku chętnie znajdują schronienie w klasztorach.
Mnisi pochodzą z różnych środowisk, nie brakuje wśród nich miejskich notabli czy wręcz arystokratów, jednak zazwyczaj są bardzo niechętni paidei. Chętnie natomiast posługują się językiem koptyjskim. Za czasów bizantyńskich nie ma już „Greków” ani „Egipcjan”, ani w sensie prawnym, ani etnicznym. Słowo „Grek” („Hellen”) oznacza poganina albo osobę związaną z dawną kulturą grecką. Alfabet koptyjski powstał w środowisku egipskich kapłanów, którzy eksperymentowali z pismem greckim i demotycznym. Był on zatem wytworem środowiska dwujęzycznego i decyzja o użyciu greckiego alfabetu do zapisu języka egipskiego sama w sobie świadczy o postępującej hellenizacji Egiptu. Znajomość języka greckiego była wówczas wymagana w życiu administracyjnym i zawodowym oraz w kulcie religijnym. Język koptyjski był natomiast wykorzystywany na płaszczyźnie bardziej prywatnej albo w środowiskach religijnych, które wycofały się z aktywnego życia, bądź okazujących wrogość lub obojętność w stosunku do świeckiej paidei. Pierwsze dzieła w języku koptyjskim powstają w III wieku i są przekładami literatury religijnej w języku greckim, w szczególności „Biblii”, dzieł teologicznych, kazań i żywotów świętych. Pierwszymi oryginalnymi tworami literatury koptyjskiej jakie posiadamy są listy Pachomiusza. Literatura koptyjska ma charakter całkowicie religijny, co jednak może być związane z faktem, że dotarły do nas głównie jej fragmenty przechowane w monasterach. Za najbardziej oryginalnego i płodnego twórcę literatury koptyjskiej uznaje się przełożonego Białego Klasztoru Szenute z Atripe. Jak opisano już powyżej, w języku koptyjskim powstały także ważne teksty gnostyckie i manichejskie.
W tym samym czasie chrystianizuje się krajobraz Egiptu. Jeden z VI-wiecznych papirusów wymienia piętnaście kościołów w samym tylko Oksyrynchos. Niepomiernie wzrasta także rola Kościoła jako właściciela ziemskiego, w znacznym stopniu dzięki pobożnym darowiznom wiernych. Podobny rozwój obserwujemy w przypadku kultu świętych. Papirusy i inskrypcje wskazują na setki kaplic poświęconych różnym świętym, których ekspansja rozpoczyna się w połowie V wieku i osiąga dojrzałą formę w wieku VI-tym. Święci, z których większość była męczennikami, są patronami miast i wiosek. Ich kaplice stają się miejscami ważnymi dla życia gospodarczego i liturgicznego rytmu lokalnych wspólnot. Spośród świętych szczególnym kultem darzona jest Maria, obdarzana tytułem „Bożej Rodzicielki” (Theotokos), którego odmówił jej Nestoriusz, wskazując, że można ją uznawać jedynie za matkę człowieka Jezusa. To właśnie ta kwestia wzbudziła szczególne oburzenie Cyryla, który bronił tradycyjnego tytułu „Bożej Rodzicielki”. Porażka Nestoriusza na soborze efeskim w 431 była odbierana jako tryumf Matki Bożej nad jej przeciwnikami.

## Gospodarka

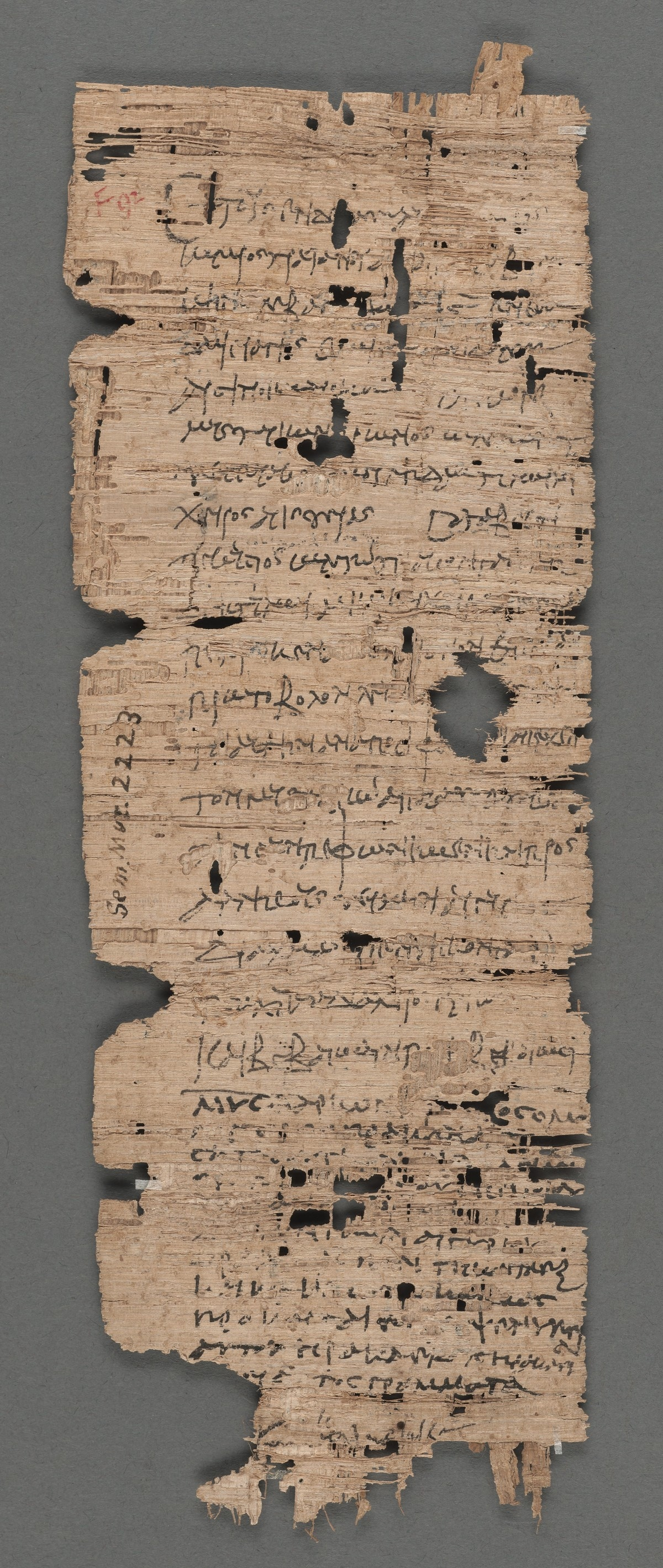
Rachunek za sprzedaż osła w języku greckim. Papirus, rok 126 n.e.

W tym okresie znika w Egipcie kategoria „ziemi państwowej”, czemu nie przeczy istnienie domen cesarskich, ponieważ „na początku IV wieku ziemia królewska była pod każdym względem niczym innym niż inną kategorią ziemi prywatnej, różniącą się od zwykłej ziemi prywatnej tylko wyższą stawką podatku”. Od trzeciego wieku zaczynają się formować wielkie majątki ziemskie, a ich rola rośnie szczególnie w V wieku. Od tego momentu aż do VII wieku jesteśmy w stanie prześledzić losy kilku rodzin wielkich posiadaczy ziemskich, mających ogromne znaczenie dla gospodarki kraju. Wielkim właścicielem w ówczesnym Egipcie był także Kościół. We współczesnej historiografii istnieje spór co do roli wielkiej własności ziemskiej. Aż do niedawna dominował pogląd postrzegający wielkich właścicieli jako mających współudział we władzy ponieważ rząd centralny, niechętny rozbudowie własnej administracji podatkowej, polegał na nich przy podziale terytorium na udziały podatkowe. Wielkie majątki zbierały nie tylko podatki ze swoich własnych włości, ale także z terenów nie należących do nich, ale technicznie składających się na ich udział podatkowy (J. Gascou). W tym modelu biurokracja wielkich posiadłości dominuje w ekonomicznym krajobrazie, ale przyjęcie istnienia „udziałów podatkowych” zakłada także, że ta dominacja jest do pewnego stopnia iluzją źródeł. Zachowana rachunkowość posiadłości ekwity Aureliusza Appianusa w oazie Fajum (tzw. Archiwa Heroninosa) wydaje się wskazywać, że większość jego przychodów pieniężnych generowała sprzedaż wina, z której zyski były z kolei mniejsze niż z renty dzierżawnej. Sugeruje to, że wielkie posiadłości preferowały mało ryzykowne inwestycje kosztem koncentracji na bardziej ryzykownych źródłach przychodów pieniężnych (T. Hickey). Ostatnio część badaczy odrzuciła takie rozumienie wielkich posiadłości w Egipcie, uważając iż poszukiwały one zysku i pozostawały w ostrym konflikcie z władzą centralną. Według tych uczonych posiadłości takie jak ta należąca do Appianusa były silnie zmonetyzowane i nastawione na wzrost, przy czym polegały one na eksploatacji pracowników najemnych przez klasę rolników działających na korzyść posiadłości. Wielkie posiadłości były tak wszechmocne, że były w stanie blokować efektywne zbieranie podatków przez rząd centralny i w rezultacie pozbawiać go należnych udziałów w przychodach Egiptu (J. Banaji, P. Sarris).
Spór wokół roli wielkich posiadłości w gospodarce Egiptu koncentruje się wokół regionu Oksyrynchos w środkowej części kraju. Inny obraz własności ziemskiej w Egipcie wyłania się gdy przeniesiemy się na południe i weźmiemy pod uwagę informacje, jakich dostarcza nam Archiwum z Afrodite, „być może najlepiej udokumentowanego miasta rzymskiego świata”. Archiwum z Afrodite (którego autorem był wspomniany już Dioskur z Afrodite) zawiera świadectwa istnienia względnie małych posiadłości ziemskich, poprzeplatanych siecią niewielkich rynków wskazujących na istnienie klasy średniej rolniczych przedsiębiorców. Analogicznie, badania nad siecią stosunków społecznych oparte na Archiwum ukazały raczej zdecentralizowane społeczeństwo, pozbawione patronów i hierarchii dominującej w typowych modelach późnorzymskiego społeczeństwa. To jak pogodzić spór wokół Oksyrynchos z wyraźnie odmiennym świadectwem z Afrodite nie jest obecnie jasne i odpowiedzi na nasze pytania musimy szukać w innych regionach Egiptu.
W regionie Fajum szereg wsi zostało opuszczonych w okresie od III do V wieku. W Karanis w IV wieku odnotowujemy zmniejszenie się obszaru ziemi uprawnej. Pomimo krótkiej poprawy stanu rzeczy ostatecznie w V wieku miasto zostaje opuszczone. Papirusy wskazują na to iż miało ono problem z utrzymaniem swoich zasobów wody, co wydaje się być problemem powszechnym w regionie. Podobnie rozwijające się jeszcze na początku IV wieku Trimithis (dzis. Amheida) w oazie Ad-Dachila na Pustyni Zachodniej w V wieku przestaje istnieć. Generalnie widzimy zmniejszenie się ilości papirusowej dokumentacji z egipskich wsi w IV wieku. Egipskie rzemiosło nie ucierpiało wiele na rozwoju wielkiej własności. Skurczył się handel dobrami luksusowymi (dotyczy to zwłaszcza wymiany z Indiami czy wnętrzem Afryki) i powiększył się zakres gospodarki naturalnej (coraz częstsze regulowanie należności w zbożu, winie, oliwie), nie ma jednak mowy o załamaniu się gospodarki pieniężnej, do jakiego doszło w innych prowincjach cesarstwa. Nietknięta także wydaje się pozycja Aleksandrii – nic nie wskazuje na to, by słabło tempo jej życia ekonomicznego czy zmniejszała się ludność. Dla cesarstwa Egipt w tym okresie nadal jest głównie dostarczycielem zboża, które jednak zaczyna być przewożone nie do Rzymu, ale Konstantynopola.

## Upadek
Za Justyniana „straszliwa zaraza i trzęsienie ziemi zdewastowały Egipt i rozprzestrzeniły się na resztę wschodniego cesarstwa podczas gdy religijne prześladowania chrześcijańskich Koptów i rosnące obciążenie podatkami napędzały wewnętrzne egipskie konflikty i nienawiść w stosunku do bizantyńskiego dworu. Egipt znajdował się w stanie ciągłego zamętu. Częste zamieszki wybuchały w Aleksandrii, podczas gdy Tebaida i Górny Egipt były plądrowane przez rabusiów, Beduinów i Nubijczyków”. Nie wiadomo ile dokładnie osób pochłonęła zaraza Justyniana, ale na początku VII w. ludność Egiptu mogła spaść do ok. 3 mln ludzi. W latach 608 do 610 w Egipcie toczyły się szczególnie ciężkie walki pomiędzy siłami Fokasa (602–610) i egzarchy Afryki Herakliusza, któremu ostatecznie udało się doprowadzić do objęcia cesarskiego tronu przez swojego syna i imiennika. Herakliusz (610–641) musiał zmierzyć się z inwazją perskich Sasanidów, którzy w 617 docierają do Egiptu. Od roku 619 kraj znajduje się pod perską okupacją i odcięty od dostaw egipskiego zboża Konstantynopol przeżywa głód.
Herakliusz ostatecznie zwyciężył w bizantyńsko-sasanidzkiej wojnie i w 629 Persowie opuszczają Egipt. Sasanidzka okupacja pozostawia jednak kraj w stanie dezorganizacji. W 631 Herakliusz powierzył kluczowe stanowiska patriarchy Aleksandrii i namiestnika prowincji z siedzibą w tym mieście Cyrusowi (631–642), który nie wahał się używać swojej świeckiej władzy dla celów religijnych. W rezultacie znalazł się w osobistym konflikcie z koptyjskim patriarchą Beniaminem (626–662). W 638 Herakliusz wydał edykt „Ekhtesis”, w którym udzielił poparcia monoteletyzmowi, doktrynie próbującej uzgodnić mono- i diofizytyzm. Tak samo jak tyle wcześniejszych prób kompromisu także ta nie została zaakceptowana ani przez monofizytów, ani chalcedończyków. W 639 na Egipt uderzyła arabska armia pod wodzą Amr Ibn al-Asa. Bizantyńskie siły w Egipcie przeważały liczebnie nad Arabami były jednak rozsiane po całej dolilnie Nilu, zdemoralizowane i nienawykłe do walki, zaś brak koordynacji pomiędzy namiestnikami prowincji pogarszał sprawę. W 641 padła ważna twierdza Babilon (dzis. Cherau), otwierając zdobywcom drogę do Aleksandrii. Śmierć cesarza w tym samym roku paraliżuje bizantyńskich obrońców. W 642 Arabowie zdobywają Aleksandrię. W 645 Bizantyńczycy podjęli próbę odbicia Egiptu, zakończyła się ona jednak niepowodzeniem. Błędem jest często spotykane twierdzenie, że nienawidząca bizantyńskiej władzy miejscowa ludność współdziałała z Arabami. Można raczej mówić o jej bierności, „a słabość władz i armii w tej sytuacji zrobiła swoje”. Papirusy w języku greckim w VIII w. zanikają w Egipcie. W ten sposób zakończyła się grecka obecność w tym kraju, sięgająca tysiąca lat wstecz.